# Szczepan Twardoch
Szczepan Lech Twardoch (ur. 23 grudnia 1979 w Knurowie) – prozaik i publicysta tworzący w języku polskim, a okazjonalnie także po śląsku.

## Życiorys
Ukończył socjologię na Międzywydziałowych Indywidualnych Studiach Humanistycznych na Uniwersytecie Śląskim w Katowicach.
Publikował w czasopismach: „Życie”, „Opcje”, „Fronda”, „44/Czterdzieści i Cztery”, „Nowa Gazeta Śląska”, „Arcana”, „Gazeta Wyborcza”, „Rzeczpospolita” i „Czas Fantastyki” jako niezależny publicysta. Był redaktorem działu literackiego dwumiesięcznika „Christianitas”. Felietonista „Polityki” oraz „Wysokich Obcasów Extra”.
Jego opowiadanie Obłęd rotmistrza von Egern nominowane było do nagrody Nautilus za rok 2003 i zajęło w głosowaniu 4. miejsce. Opowiadanie pod tytułem Rondo zdobyło Nautilusa za najlepsze opowiadanie roku 2006. Za Epifanię wikarego Trzaski otrzymał zaś Srebrne Wyróżnienie Nagrody Literackiej im. Jerzego Żuławskiego w 2008. W 2010 ukazał się francuski przekład jego powieści Przemienienie (Transfiguration). W 2011 roku otrzymał za powieść Wieczny Grunwald Wyróżnienie Nagrody im. Józefa Mackiewicza. Za zbiór opowiadań Tak jest dobrze został nominowany do Nagrody Literackiej Gdynia 2012. W 2013 został laureatem Paszportu Polityki za rok 2012 w kategorii literatura. Nagrodę otrzymał za powieść Morfina – powieść ta była w finale Nagrody Literackiej Nike 2013 oraz otrzymała nominację do Nagrody Literackiej Gdynia 2013 i nominację do Prix du Livre Européen / European Book Prize 2015. W 2014 wyszła kolejna jego książka – Drach, która znalazła się w finale Nagrody Literackiej Nike 2015 i zdobyła niemiecką nagrodę literacką Brücke Berlin 2016. W 2015 został laureatem Nagrody Fundacji im. Kościelskich. W kwietniu 2017 otrzymał główną nagrodę w plebiscycie „O!Lśnienia 2016” w kategorii „Literatura”, organizowanym przez Onet.pl. W 2017 był nominowany do Nagrody Literackiej Gdynia w kategorii proza za powieść Król. W 2019 został laureatem Nagrody im. Samuela Bogumiła Lindego oraz otrzymał tytuł Ambasadora Polszczyzny w Piśmie. Zdjęcia do serialu Król produkowanego dla Canal+ opartego na powieści Twardocha zostały zakończone w październiku 2019, gdzie pisarz wystąpił gościnnie, wcielając się w postać kierownika sali w restauracji.
Na podstawie twórczości Twardocha powstały spektakle: Król (premiera w 2018, reżyseria Monika Strzępka), Drach (2018, Robert Talarczyk), Pokora (2021, Robert Talarczyk) i Byk (2022, Robert Talarczyk i Szczepan Twardoch).
W 2023 roku wydawca Twardocha – Wydawnictwo Literackie – poinformował, że sprzedaż książek Szczepana Twardocha przekroczyła milion egzemplarzy. Liczba ta obejmuje książki papierowe, ebooki i pliki audio. Najpopularniejsza powieść Szczepana Twardocha to Król – od premiery książka kupiło ją 300 tys. czytelników. Na drugim miejscu jest Morfina – 153 tys., a na trzecim Królestwo z wynikiem 135 tys. sprzedanych egzemplarzy.
Dracha przetłumaczono na gwarę śląską.

## Twórczość

### Powieści
- Sternberg, superNOWA 2007
- Epifania wikarego Trzaski, Wydawnictwo Dolnośląskie 2007
- Przemienienie, Wydawnictwo Dębogóra 2008
- Zimne wybrzeża, Wydawnictwo Dolnośląskie 2009
- Wieczny Grunwald: powieść zza końca czasów, Narodowe Centrum Kultury 2010 (drugie, trzecie i czwarte wydanie – Wydawnictwo Literackie 2013, 2017, 2019, 2021)
- Morfina, Wydawnictwo Literackie 2012
- Drach, Wydawnictwo Literackie 2014
- Król, Wydawnictwo Literackie 2016
- Królestwo, Wydawnictwo Literackie 2018
- Pokora, Wydawnictwo Literackie 2020
- Chołod, Wydawnictwo Literackie 2022[24]
- Powiedzmy, że Piontek, Wydawnictwo Literackie 2024[25]
- Null, Wydawnictwo Marginesy 2025[26]

### Zbiory opowiadań
- Obłęd rotmistrza von Egern, Fabryka Słów 2005
- Prawem wilka, superNOWA 2008
- Tak jest dobrze, Powergraph 2011
- Ballada o pewnej panience, Wydawnictwo Literackie 2017

### Dramat
- Byk, Wydawnictwo Literackie 2022[27]

### Dzienniki, eseistyka, poradniki
- Zabawy z bronią, Wydawnictwo Dębogóra 2009
- Wyznania prowincjusza, Fronda 2010
- Sztuka życia dla mężczyzn, Świat Książki 2013, współautor: Przemysław Bociąga[28]
- Wieloryby i ćmy, Wydawnictwo Literackie 2015
- Lepiej byś tam umarł, Wydawnictwo W.A.B. 2017, współautor: Mamed Khalidov
- Jak nie zostałem poetą, Wydawnictwo Literackie 2019
- Wielkie Księstwo Groteski, Wydawnictwo Literackie 2021

### Opowiadania
- Obłęd rotmistrza von Egern, „Science Fiction”, 23
- Gmina, „Science Fiction”, 30
- Cud domu brandenburskiego, „Nowa Fantastyka”, czerwiec 2004
- Historia prowincjonalna, opowiadanie w antologii Małodobry
- Królewskie pytanie, „Fahrenheit”, styczeń-luty 2005
- Quitzlalope, „Nowa Fantastyka”, marzec 2005
- Stille Nacht, opowiadanie w antologii Deszcze Niespokojne
- Exodus, FA-art, styczeń-luty 2006
- Rondo na maszynę do pisania, papier i ołówek, SFFH 12/2006
- Żywot i śmierć św. Felicjana, Fantastyka – wydanie specjalne zima 2006
- Dwie przemiany Włodzimierza Kurczyka, „Nowa Fantastyka”, czerwiec 2009
- Pola, „44/Czterdzieści i Cztery”, 2010
- Tak jest dobrze, Nowa Fantastyka, marzec 2011
- Fade to Black, opowiadanie w antologii Pożądanie

## Nagrody
W lutym 2022 roku Szczepan Twardoch otrzymał Nagrodę im. Kazimierza Kutza. Na Festiwalu Bomba Megabitowa w listopadzie 2023 otrzymał Nagrodę Planety Lema. W lutym 2025 ogłoszono informację o przyznaniu Twardochowi Uznamskiej Nagrody Literackiej.

## Życie prywatne
Szczepan Twardoch jest Ślązakiem, mieszka w Pilchowicach. Jego żoną jest architektka i urbanistka Agata Twardoch.